# Abracris dilecta
Abracris dilecta là một loài châu chấu thuộc họ Acrididae; chúng được tìm thấy ở nam Mỹ.